# Liste des interstates au Kansas
Les interstates au Kansas sont les autoroutes faisant partie du réseau d'autoroutes inter-États se trouvant au Kansas et entretenues par le Kansas Department of Transportation (KDOT). L'État compte deux autoroutes principales et sept auxiliaires.

## Autoroutes principales
| Numéro | Longueur (mi) | Longueur (km) | Terminus sud / ouest                                  | Terminus nord / est                           | Créée | Notes |
| ------ | ------------- | ------------- | ----------------------------------------------------- | --------------------------------------------- | ----- | --- |
| I-35   | 235,50        | 379,00        | I-35 à la frontière de l'Oklahoma près de South Haven | I-35 à la frontière du Missouri à Kansas City | 1956  | Forme un multiplex avec le Kansas Turnpike sur 127 entre la frontière de l'Oklahoma et la jonction avec l'I-335 / US 50 à Emporia.                  |
| I-70   | 424,20        | 682,70        | I-70 à la frontière du Colorado près de Kanorado      | I-70 à la frontière du Missouri à Kansas City | 1956  | Forme un multiplex avec le Kansas Turnpike entre la jonction avec l'I-470 / US 40 / K-4 à East Topeka et le terminus est du Turnpike à Kansas City. |
|        |               |               |                                                       |                                               |       | |

## Autoroutes auxiliaires
| Numéro | Longueur (mi) | Longueur (km) | Terminus sud / ouest                           | Terminus nord / est                                 | Créée | Notes |
| ------ | ------------- | ------------- | ---------------------------------------------- | --------------------------------------------------- | ----- | --- |
| I-135  | 95,70         | 154,00        | I-35 / Kansas Turnpike à Wichita               | I-70 / US 40 / US 81 à Salina                       | 1976  | |
| I-235  | 16,50         | 26,60         | I-135 / US 81 à Wichita                        | I-135 / US 81 / K-15 / K-96 / K-254 à Wichita       | 1962  | |
| I-335  | 50,10         | 80,60         | I-35 / Kansas Turnpike / US 50 à Emporia       | I-470 / Kansas Turnpike / US 75 à Topeka            | 1987  | Forme un multiplex avec le Kansas Turnpike sur toute sa longueur                                                                                 |
| I-435  | 28,17         | 45,34         | I-435 à la frontière du Missouri à Kansas City | I-435 à la frontière du Missouri à Leawood          | 1965  | Route de ceinture de Kansas City |
| I-470  | 13,72         | 22,08         | I-70 / US 40 / US 75 / K-4 à Topeka            | I-70 / Kansas Turnpike / US 40 / K-4 près de Topeka | 1960  | Forme un multiplex avec le Kansas Turnpike entre la jonction avec l'I-335 à South Topeka et la jonction avec l'I-70 / US 40 / K-4 à East Topeka. |
| I-635  | 8,90          | 14,30         | I-35 / US 69 à Overland Park                   | I-635 à la frontière du Missouri à Kansas City      | 1975  | |
| I-670  | 1,64          | 2,64          | I-70 / US 24 / US 40 / US 69 à Kansas City     | I-670 à la frontière du Missouri à Kansas City      | 1968  | |
|        |               |               |                                                |                                                     |       | |